# 4.ª etapa del Giro de Italia 2021
La 4.ª etapa del Giro de Italia 2021 tuvo lugar el 11 de mayo de 2021 entre Plasencia y Sestola sobre un recorrido de 187 km y fue ganada por el estadounidense Joe Dombrowski del equipo UAE Emirates. El italiano Alessandro De Marchi del equipo Israel Start-Up Nation se convirtió en el nuevo líder de la prueba.

## Clasificación de la etapa
| Piacenza - Sestola | etapa de media montaña | (187 km) |

| \| Clasificación de la etapa \| Clasificación de la etapa \| Clasificación de la etapa \| Clasificación de la etapa \| Clasificación de la etapa \| \| Ciclista \| Ciclista \| Equipo \| Tiempo \| \| \| ------------------------- \| ------------------------- \| ---------------------------------- \| ------------------------- \| ------------------------- \| \| 1.º \| Joe Dombrowski \| UAE Team Emirates \| 4 h 58 min 38 s \| \| \| 2.º \| Alessandro De Marchi \| Israel Start-Up Nation \| + 13 s \| \| \| 3.º \| Filippo Fiorelli \| Bardiani CSF Faizanè \| + 27 s \| \| \| 4.º \| Louis Vervaeke \| Alpecin-Fenix \| + 29 s \| \| \| 5.º \| Jan Tratnik \| Bahrain Victorious \| + 29 s \| \| \| 6.º \| Attila Valter \| Groupama-FDJ \| + 44 s \| \| \| 7.º \| Nicolas Edet \| Cofidis \| + 49 s \| \| \| 8.º \| Nélson Filippe Oliveira \| Movistar Team \| + 57 s \| \| \| 9.º \| Rein Taaramäe \| Intermarché-Wanty-Gobert Matériaux \| + 1 min 33 s \| \| \| 10.º \| Christopher Juul-Jensen \| BikeExchange \| + 1 min 36 s \| \| |                         |                                    |                 |
| |                         |                                    |                 |
| Fuente: ProCyclingStats |                         |                                    |                 |
| Clasificación de la etapa |                         |                                    |                 |
| Ciclista | Ciclista                | Equipo                             | Tiempo          |
| 1.º | Joe Dombrowski          | UAE Team Emirates                  | 4 h 58 min 38 s |
| 2.º | Alessandro De Marchi    | Israel Start-Up Nation             | + 13 s          |
| 3.º | Filippo Fiorelli        | Bardiani CSF Faizanè               | + 27 s          |
| 4.º | Louis Vervaeke          | Alpecin-Fenix                      | + 29 s          |
| 5.º | Jan Tratnik             | Bahrain Victorious                 | + 29 s          |
| 6.º | Attila Valter           | Groupama-FDJ                       | + 44 s          |
| 7.º | Nicolas Edet            | Cofidis                            | + 49 s          |
| 8.º | Nélson Filippe Oliveira | Movistar Team                      | + 57 s          |
| 9.º | Rein Taaramäe           | Intermarché-Wanty-Gobert Matériaux | + 1 min 33 s    |
| 10.º | Christopher Juul-Jensen | BikeExchange                       | + 1 min 36 s    |

## Clasificaciones al final de la etapa
- Las clasificaciones finalizaron de la siguiente forma:[2]

### Clasificación general(Maglia Rosa)
| \| Clasificación general \| Clasificación general \| Clasificación general \| Clasificación general \| Clasificación general \| \| Ciclista \| Ciclista \| Equipo \| Tiempo \| \| \| --------------------- \| ----------------------- \| ---------------------- \| --------------------- \| --------------------- \| \| 1.º \| Alessandro De Marchi \| Israel Start-Up Nation \| 13 h 50 min 44 s \| \| \| 2.º \| Joe Dombrowski \| UAE Team Emirates \| + 22 s \| \| \| 3.º \| Louis Vervaeke \| Alpecin-Fenix \| + 42 s \| \| \| 4.º \| Nélson Filippe Oliveira \| Movistar Team \| + 48 s \| \| \| 5.º \| Attila Valter \| Groupama-FDJ \| + 1 min 00 s \| \| \| 6.º \| Nicolas Edet \| Cofidis \| + 1 min 15 s \| \| \| 7.º \| Aleksandr Vlásov \| Astana-Premier Tech \| + 1 min 24 s \| \| \| 8.º \| Remco Evenepoel \| Deceuninck-Quick Step \| + 1 min 28 s \| \| \| 9.º \| Alberto Bettiol \| EF Education-Nippo \| + 1 min 37 s \| \| \| 10.º \| Hugh Carthy \| EF Education-Nippo \| + 1 min 38 s \| \| |                         |                        |                  |
| |                         |                        |                  |
| Fuente: ProCyclingStats |                         |                        |                  |
| Clasificación general |                         |                        |                  |
| Ciclista | Ciclista                | Equipo                 | Tiempo           |
| 1.º | Alessandro De Marchi    | Israel Start-Up Nation | 13 h 50 min 44 s |
| 2.º | Joe Dombrowski          | UAE Team Emirates      | + 22 s           |
| 3.º | Louis Vervaeke          | Alpecin-Fenix          | + 42 s           |
| 4.º | Nélson Filippe Oliveira | Movistar Team          | + 48 s           |
| 5.º | Attila Valter           | Groupama-FDJ           | + 1 min 00 s     |
| 6.º | Nicolas Edet            | Cofidis                | + 1 min 15 s     |
| 7.º | Aleksandr Vlásov        | Astana-Premier Tech    | + 1 min 24 s     |
| 8.º | Remco Evenepoel         | Deceuninck-Quick Step  | + 1 min 28 s     |
| 9.º | Alberto Bettiol         | EF Education-Nippo     | + 1 min 37 s     |
| 10.º | Hugh Carthy             | EF Education-Nippo     | + 1 min 38 s     |

### Clasificación por puntos(Maglia Ciclamino)
| Clasificación por puntos | Clasificación por puntos | Clasificación por puntos           | Clasificación por puntos | Clasificación por puntos |
| Ciclista                 | Ciclista                 | Equipo                             | Puntos                   |                          |
| ------------------------ | ------------------------ | ---------------------------------- | ------------------------ | ------------------------ |
| 1.º                      | Tim Merlier              | Alpecin-Fenix                      | 50 pts                   |                          |
| 2.º                      | Elia Viviani             | Cofidis                            | 38 pts                   |                          |
| 3.º                      | Giacomo Nizzolo          | Qhubeka Assos                      | 35 pts                   |                          |
| 4.º                      | Peter Sagan              | Bora-Hansgrohe                     | 29 pts                   |                          |
| 5.º                      | Taco van der Hoorn       | Intermarché-Wanty-Gobert Matériaux | 28 pts                   |                          |
| 6.º                      | Filippo Fiorelli         | Bardiani CSF Faizanè               | 28 pts                   |                          |
| 7.º                      | Joe Dombrowski           | UAE Team Emirates                  | 25 pts                   |                          |
| 8.º                      | Davide Cimolai           | Israel Start-Up Nation             | 25 pts                   |                          |
| 9.º                      | Filippo Tagliani         | Androni Giocattoli-Sidermec        | 24 pts                   |                          |
| 10.º                     | Alessandro De Marchi     | Israel Start-Up Nation             | 23 pts                   |                          |

### Clasificación de la montaña(Maglia Azzurra)
| Clasificación de la montaña | Clasificación de la montaña | Clasificación de la montaña        | Clasificación de la montaña | Clasificación de la montaña |
| Ciclista                    | Ciclista                    | Equipo                             | Puntos                      |                             |
| --------------------------- | --------------------------- | ---------------------------------- | --------------------------- | --------------------------- |
| 1.º                         | Joe Dombrowski              | UAE Team Emirates                  | 18 pts                      |                             |
| 2.º                         | Vincenzo Albanese           | Eolo-Kometa                        | 16 pts                      |                             |
| 3.º                         | Rein Taaramäe               | Intermarché-Wanty-Gobert Matériaux | 13 pts                      |                             |
| 4.º                         | Alessandro De Marchi        | Israel Start-Up Nation             | 10 pts                      |                             |
| 5.º                         | Francesco Gavazzi           | Eolo-Kometa                        | 9 pts                       |                             |
| 6.º                         | Simon Pellaud               | Androni Giocattoli-Sidermec        | 6 pts                       |                             |
| 7.º                         | Lars van den Berg           | Groupama-FDJ                       | 6 pts                       |                             |
| 8.º                         | Christopher Juul-Jensen     | BikeExchange                       | 6 pts                       |                             |
| 9.º                         | Filippo Fiorelli            | Bardiani CSF Faizanè               | 6 pts                       |                             |
| 10.º                        | Louis Vervaeke              | Alpecin-Fenix                      | 5 pts                       |                             |

### Clasificación de los jóvenes(Maglia Bianca)
| Clasificación del mejor joven | Clasificación del mejor joven | Clasificación del mejor joven | Clasificación del mejor joven | Clasificación del mejor joven |
| Ciclista                      | Ciclista                      | Equipo                        | Tiempo                        |                               |
| ----------------------------- | ----------------------------- | ----------------------------- | ----------------------------- | ----------------------------- |
| 1.º                           | Attila Valter                 | Groupama-FDJ                  | 13 h 51 min 44 s              |                               |
| 2.º                           | Aleksandr Vlásov              | Astana-Premier Tech           | + 24 s                        |                               |
| 3.º                           | Remco Evenepoel               | Deceuninck-Quick Step         | + 28 s                        |                               |
| 4.º                           | Egan Bernal                   | Ineos Grenadiers              | + 39 s                        |                               |
| 5.º                           | Pavel Sivakov                 | Ineos Grenadiers              | + 1 min 08 s                  |                               |
| 6.º                           | Daniel Felipe Martínez        | Ineos Grenadiers              | + 1 min 10 s                  |                               |
| 7.º                           | Jai Hindley                   | Team DSM                      | + 1 min 20 s                  |                               |
| 8.º                           | Tobias Foss                   | Jumbo-Visma                   | + 1 min 42 s                  |                               |
| 9.º                           | Gino Mäder                    | Bahrain Victorious            | + 1 min 55 s                  |                               |
| 10.º                          | Harold Tejada                 | Astana-Premier Tech           | + 2 min 56 s                  |                               |

### Clasificación por equipos"Súper team"
| Clasificación por equipos | Clasificación por equipos | Clasificación por equipos | Clasificación por equipos |
| Equipo                    | Equipo                    | Tiempo                    |                           |
| ------------------------- | ------------------------- | ------------------------- | ------------------------- |
| 1.º                       | Bahrain Victorious        | 41 h 35 min 57 s          |                           |
| 2.º                       | Ineos Grenadiers          | + 1 min 07 s              |                           |
| 3.º                       | UAE Team Emirates         | + 1 min 16 s              |                           |
| 4.º                       | Team BikeExchange         | + 1 min 53 s              |                           |
| 5.º                       | EF Education-Nippo        | + 2 min 38 s              |                           |
| 6.º                       | Trek-Segafredo            | + 3 min 21 s              |                           |
| 7.º                       | Israel Start-Up Nation    | + 4 min 43 s              |                           |
| 8.º                       | Deceuninck-Quick Step     | + 5 min 55 s              |                           |
| 9.º                       | Jumbo-Visma               | + 6 min 19 s              |                           |
| 10.º                      | Team DSM                  | + 6 min 28 s              |                           |

## Abandonos
Ninguno.